# Tellone di Coira
Tellone o Tello (... – 24 settembre 765 o 773) fu vescovo della diocesi di Coira, documentato dal 758/759 al 765, probabile anno della sua morte.
Fu l'ultimo membro della dinastia ecclesiastica dei Vittoridi a esercitare il potere in Rezia attraverso il controllo del vescovado. Il suo testamento è uno dei più antichi documenti grigionesi sopravvissuti ed è una fonte importante per la storia della Rezia dell'VIII secolo.
Secondo il suo testamento, datato 15 dicembre del 765, e il Liber de feodis del 1388, era figlio di Victor, praeses della Rezia, e di sua moglie Theusinda. Lui stesso detenne il titolo di praeses, che era stato di suo padre. In tal modo possedeva sia l'autorità spirituale sia quella temporale della provincia.
L'assunzione del titolo vescovile è dimostrabile almeno a partire dal 758/759 circa, menzionato nella Vita di san Gallo di Valafrido Strabone.
Nel 762 partecipò al concilio di Attigny sull'Aisne come suffraganeo dell'arcidiocesi di Magonza. La sua firma appare sui documenti conciliari. Tellone è altrove documentato nel Verbrüderungsbuch (libro della fraternità) dell'Abbazia di Reichenau.
La sua data di morte è fissata al 24 settembre, ma l'anno è dibattuto: probabilmente avvenne nello stesso anno del suo testamento, che era documentato come donatio post mortis, ma altre fonti riportano il 773. Tramite questo importante documento egli lasciò in eredità la sua vasta ricchezza terriera che era concentrata nella bassa Surselva tra Flims e Trun all'Abbazia di Disentis, con la quale aveva avuto stretti legami.